# 혹부리오리

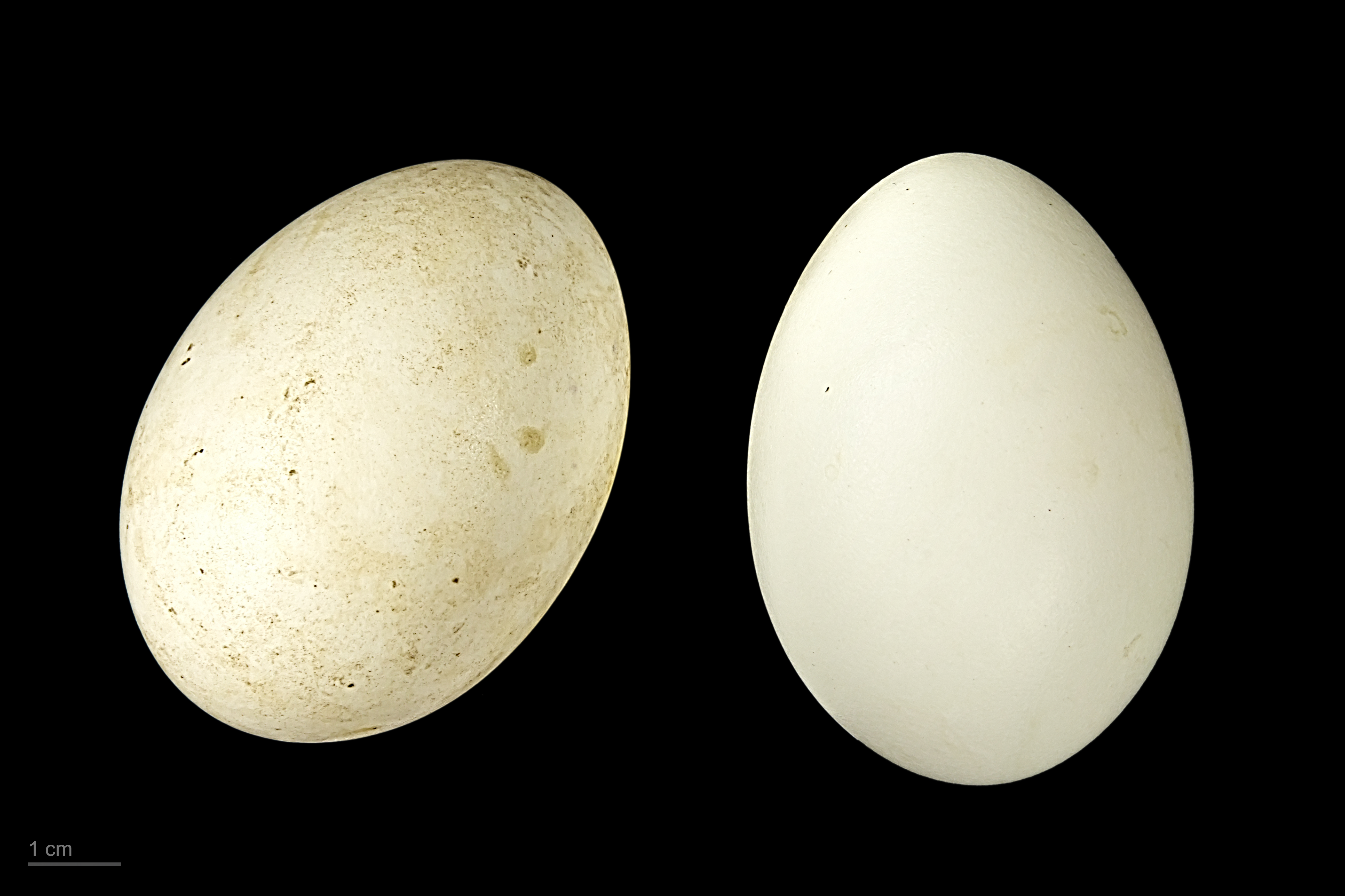
혹부리오리 알

혹부리오리(shelduck)는 오리과에 속하며 학명은 Tadorna tadorna이다. 몸길이는 약 61cm로 머리와 날개는 암녹색이고, 가슴과 배에는 한가운데를 가로지르는 넓은 밤색 띠가 있다. 부리는 붉은색인데, 수컷은 부리에 혹이 있다. 하구·갯벌·만·해안간척지 등 소금기가 있는 물에서 살며 작은 물고기, 갓 부화한 물고기 새끼, 수생곤충과 곤충의 유충 등을 먹는다. 밤에는 먹이를 찾아 내륙의 논에도 떼지어 내려앉는다. 크림빛이 도는 흰색 알을 8-16개 낳는다. 유라시아의 온대지역에 분포하며 유럽에서는 영국·스칸디나비아, 아시아에서는 바이칼호 지역까지 번식한다. 우리나라에서는 겨울에 볼 수 있다.